# Ján Golian
Generál Ján Golian, krycím jménem Ley, Gama (26. ledna 1906, Dombóvár, Maďarsko – 1945, Flossenbürg, Německo) byl slovenský brigádní generál a československý generálplukovník (in memoriam), organizátor a představitel Slovenského národního povstání.

## Život
Narodil se Dombóváru do početné rodiny Rudolfa Goliana a Gizely, rozené Nagyové. V roce 1927 absolvoval  vojenskou akademii v Hranicích v hodnosti poručíka dělostřelectva. V Čáslavi se na taneční zábavě seznámil s Jarmilou Peterkovou (1913–1995), dcerou právníka. Antonína Peterky. Vzali se 16. června 1934 v Praze. V roce 1937 nastoupil na VŠV v Praze, ale vzhledem k mezinárodní situaci studium nedokončil.
V letech 1927–1939 byl důstojníkem Československé armády, 1939–1943 pracovníkem Velitelství 1. divizní oblasti v Trenčíně, 1943 náčelníkem štábu Rychlé divize. V Trenčíně se zapojil do ilegální odbojové práce, pomáhal při ilegálních přechodech bývalých příslušníků Československé armády do zahraničí. V lednu 1944 byl jmenován do funkce náčelníka štábu Velitelství pozemního vojska v Banské Bystrici, kde okolo sebe soustředil vlivnou skupinu antifašisticky orientovaných důstojníků udržujících styk s emigrantskou československou vládou v Londýně. V hektickém období před začátkem SNP se mu 8. srpna 1944 po desetiletém bezdětném manželství narodil syn Ivan.

## Přípravy povstání
Na požádání vojenské odbojové skupiny vypracoval plán ozbrojeného vystoupení slovenské armády, který byl začátkem roku 1944 zaslán do Londýna. Dne 23. března 1944 byl Golian londýnským Ministerstvem národní obrany a E. Benešem dočasně pověřen vedením antifašistických vojenských akcí na Slovensku. Po mnoha přípravných jednáních (často v jeho bytě) a i po dohodě s ilegálním vedením KSS ho stejným úkolem pověřilo 27. dubna 1944 i vedení ilegální SNR. Přijal politický program SNR (takzvanou Vánoční dohodu) i podmínku výluční spolupráce se SNR. 30. dubna 1944 byl po poradě představitelů SNR jmenován velitelem Vojenského ústředí SNR. Nadále však udržoval styk i s domácím nevojenským odbojem, prakticky nerozhodně balancoval mezi SNR a skupinou Vavro Šrobára. Ve vojenských přípravách SNP podléhal vlivu koncepce londýnského Ministerstva národní obrany. Funkcí v protifašistickém hnutí ho 14. května 1944 pověřil i Edvard Beneš. Tím se fakticky dostal do podřízené pozice SNR a československé vlády v Londýně. Se štábem Vojenského ústředí vypracoval podle pokynů SNR základní dokument vojenských příprav SNP (takzvaný Vojenský plán SNP). Podle svých možností vyplývajících z funkce v Slovenské armádě zabezpečil kádrové a materiální podmínky pro přípravu povstání a boj. V červenci 1944 se účastnil ilegální porady politických činitelů a vojenského velení u Čremošného. 25. srpna 1944 vydal zvláštní tajnou instrukci velitelům posádek připravit do 26. srpna 1944 povstání ve formě příprav na vojenské cvičení. 28. srpna 1944 dohodl v Martině další postup s částí partyzánů a vojenskou radou. 29. srpna 1944 vydal ve 20:00 armádě rozkaz k boji: „Začnite s vysťahovaním“. Sám Golian nepředpokládal, že by se měl po vypuknutí povstání stát jeho velitelem. Podle plánu, který sám připravoval, mělo hlavní dějství povstání proběhnout na východním Slovensku a hlavními ozbrojenými složkami, které ho měly vést byly 2 divize jemu přímo nepodléhající. Jejich činnost však měla být v povstání klíčová.

## Ve Slovenském národním povstání
Od 1. září 1944 byl prvním velitelem 1. československé armády na Slovensku a byl povýšen na plukovníka. Už 5. září byl povýšen na brigádního generála (tato hodnost odpovídala jeho důležitosti). Od tohoto dne se stal členem SNR za povstaleckou armádu. Jako hlavní velitel československé branné moci na Slovensku se v této době opíral zejména o armádní ozbrojené složky a usiloval o to, aby partyzánské jednotky byly podřízeny Velitelství 1. česko-slovenské armády na Slovensku, nebo o jejich odchod z frontových oblastí. V té době totiž partyzáni v týlu povstalců nevedli bojovou činnost, ale mnohem častěji spíše vyvolávali zmatek.

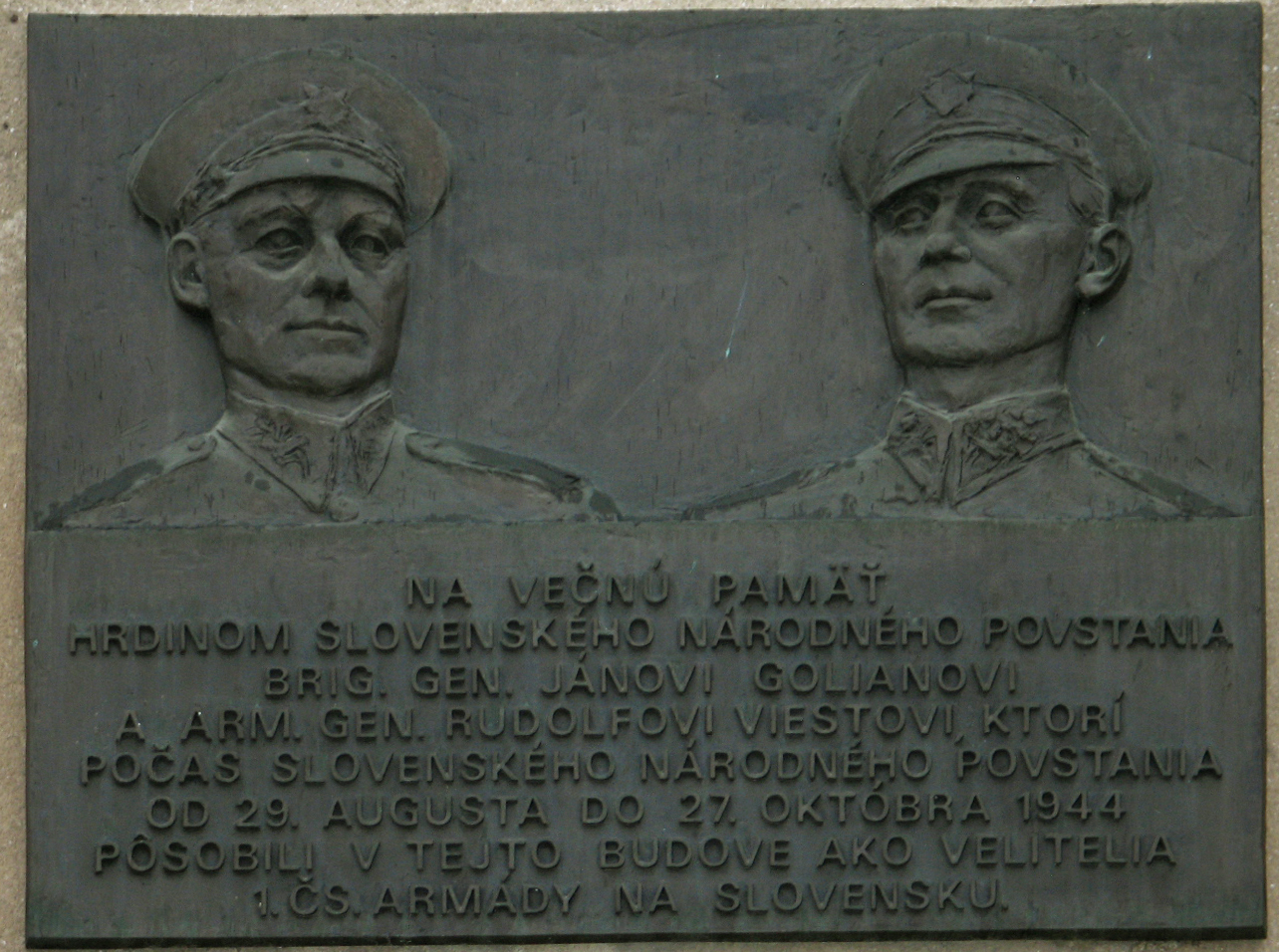
Pamětní tabule v Banské Bystrici. Vpravo reliéf Jána Goliana.

Od 7. října 1944 se Golian stal zástupcem hlavního velitele povstalecké armády generála Rudolfa Viesta. V tomto období se účastnil zasedání SNR, v období mezi 12. zářím a 7. říjnem předsedal operativně-koordinačnímu výboru SNR (takzvaná Rada na obranu Slovenska). V této funkci projednával a konzultoval otázky společného boje s partyzánskými veliteli, členy sovětské, anglické a americké vojenské mise. Jako rozhodný antifašista, který ostře vystupoval proti Němcům a ľuďáckému režimu, patřil k ústředním postavám SNP, bojoval za obnovení Československa a významně se zasloužil o přípravu SNP.
V noci z 27. na 28. října 1944 vydal spolu s Rudolfem Viestem v Donovalech poslední operační rozkaz povstaleckým vojskům. Nařizovali v něm armádě přejít na partyzánský způsob boje. Sami poté přešli do hor. 3. listopadu 1944 byli Golian s Viestem v Pohronském Bukovci zajati. Dům, ve kterém se ukrývali, nejprve obklíčili gardisté a německé jednotky. Byli vyzváni aby se vzdali, přitom bylo oznámeno, že v případě kladení odporu trestná jednotka obec vypálí. Golian byl vyšetřován v Banské Bystrici a Bratislavě, poté transportován do Berlína. Německý soud jej odsoudil k trestu smrti a v koncentračním táboře Flossenbürg byl pravděpodobně společně s Viestem popraven. Ušetřena nebyla ani osada Pohronský Bukovec a 21. února 1945 byla vypálena.
Na Štědrý den roku 1944 byla téměř celá jeho rodina zavlečena do koncentračních táborů. Jeho matka zemřela v táboře Retzow-Rechlin, bratr Jozef v Mauthausenu. Manželka se synem válku přečkali, ale v roce 1951 byla Jarmila Golianová zatčena za napomáhání ke špionáži. Propuštěna byla až v roce 1955.

## Vyznamenání

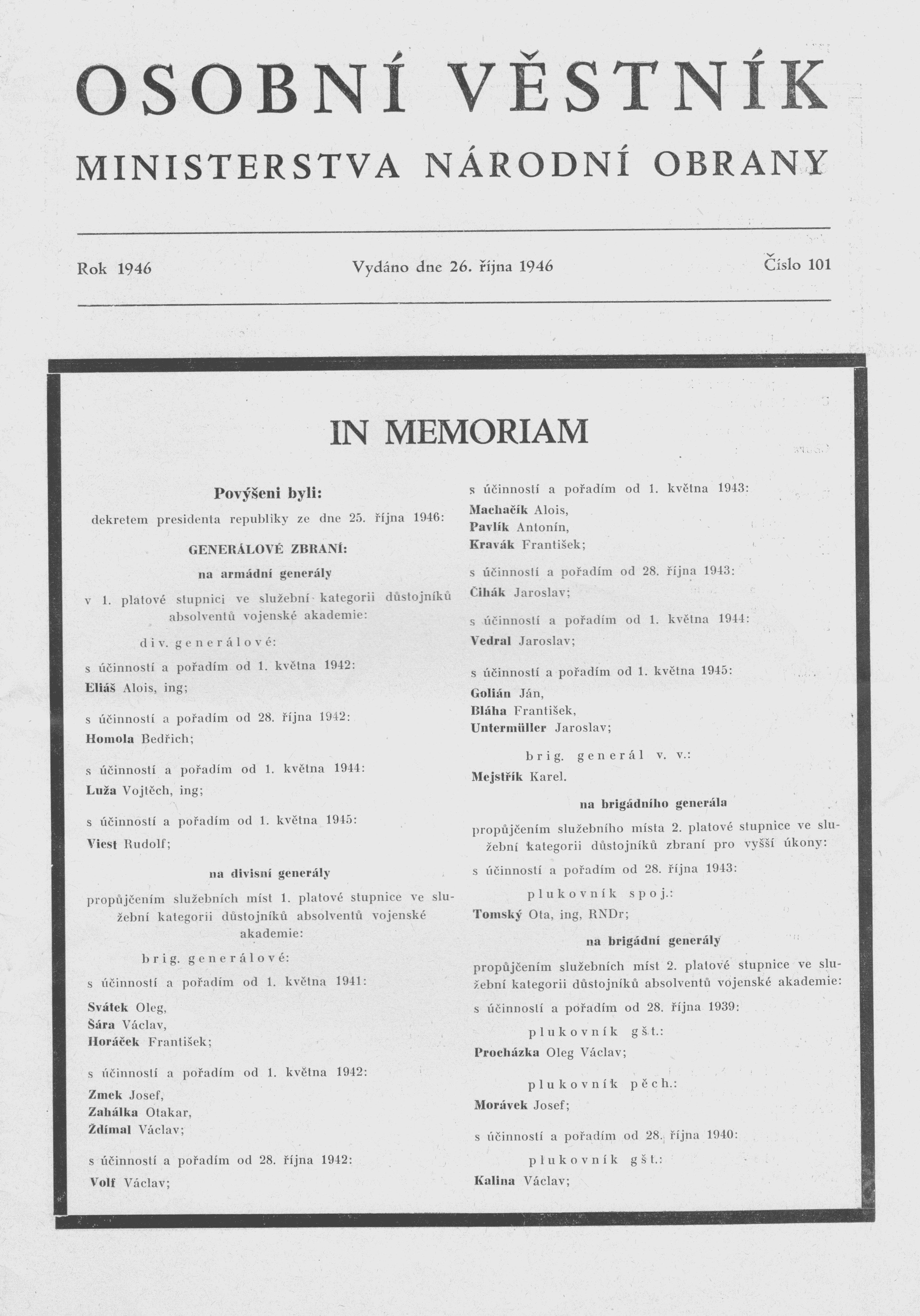
Osobní věstník MNO číslo 101 ze dne 26. října 1946 titulní strana – povýšení do hodnosti divizního generála

Golian obdržel In memoriam Řád SNP I. třídy (1945), Československý válečný kříž 1939 (1945), Řád republiky (1969) a další medaile. V roce 1995 mu prezident Michal Kováč propůjčil Řád Ľudovíta Štúra I. třídy.